# 14호 수용소: 완전통제구역
《14호 수용소: 완전통제구역》(Camp 14: Total Control Zone)은 한국에서 제작된 마크 비제 감독의 2012년 다큐멘터리 영화이다. 조선민주주의인민공화국의 개천 정치범수용소에서 태어나 그곳에서 성장한 신동혁과의 인터뷰를 담고 있다.